# アルル王国

アルル王国
仏: Royaume d’Arles
独: Königreich Arelat

12世紀及び13世紀の帝国アルル（緑色）。

1. 

アルル王国は、旧ブルグント王国のあった地域に存在した王国。ブルグント王国とも呼ぶ。933年、ユーラブルグント王国のルドルフ2世がウーゴのキスユラブルグント王国（プロヴァンス王国）を併合して成立した。
この王国がアルル王国と呼ばれるのはアルルを首都としたためである。また、アルルを首都とした後のキスユラブルグント王国もアルル王国と呼ばれることがある。地中海からライン川上流域までを領土とし、2015年までのフランスのプロヴァンス＝アルプ＝コート・ダジュール、ローヌ＝アルプ地域圏、フランシュ＝コンテ地域圏、およびスイス西部とほぼ一致する。独立した王がいたのは1032年までで、その後は神聖ローマ帝国の構成国家となった。

## カロリング朝ブルグント

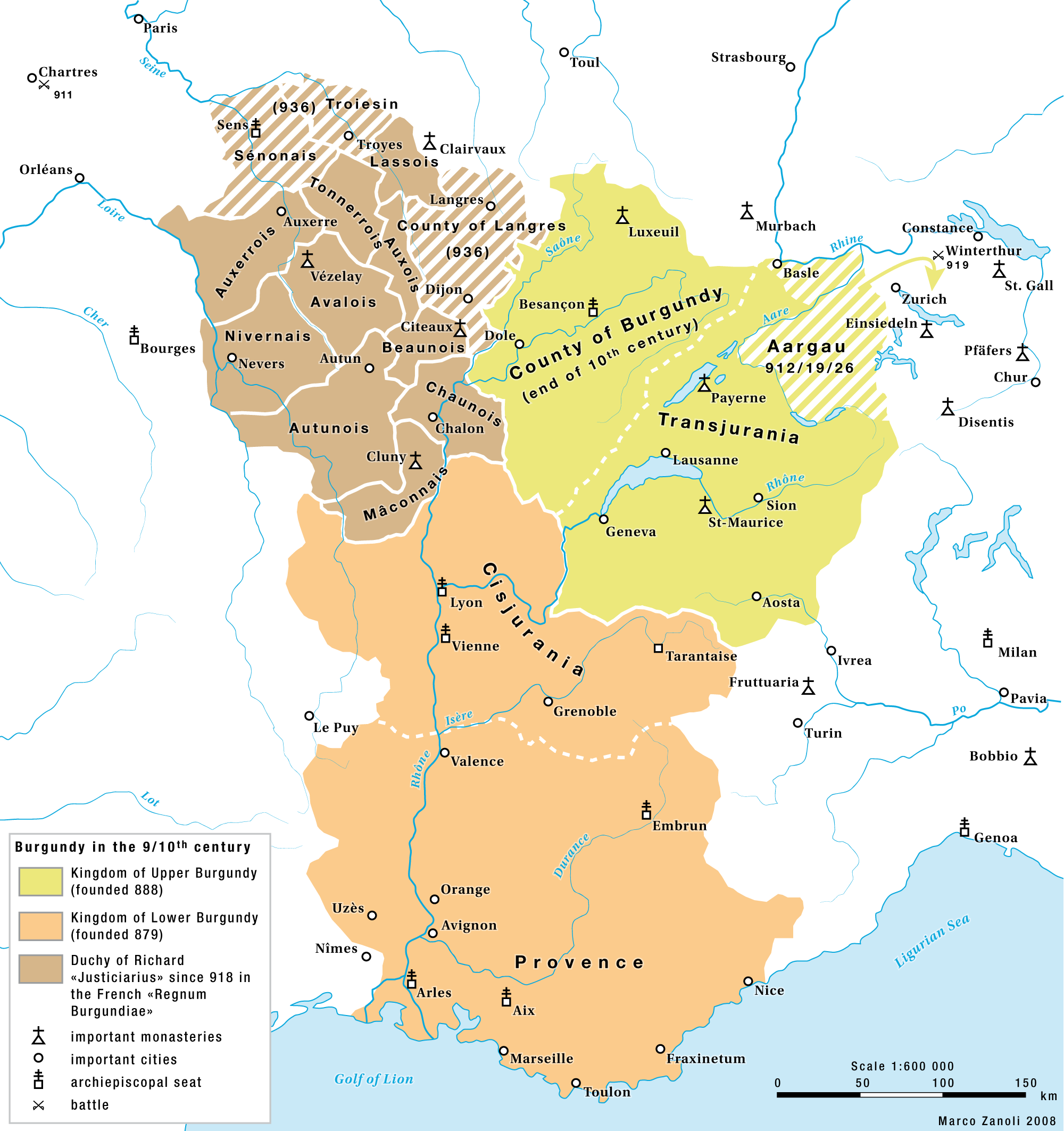
879年から933年までの、上ブルグント(ユーラブルグント)および下ブルグント(キスユラブルグント)王国

534年にフランク王国がブルグント王国を征服してから、ブルグント王国の領域はフランク王国とそれに続くカロリング帝国に支配された。
843年、ルートヴィヒ1世（840年に死去）の3人の息子たちがヴェルダン条約によってカロリング帝国を分割した。ブルグント王国は皇帝ロタール1世が得た中フランク王国の一部となったが、後にブルゴーニュ公国となる地域のみは西フランク王国シャルル禿頭王のものとなった。ルートヴィヒ2世ドイツ人王は東フランク王国を得て、ライン川から東を領土とした。
855年、中フランク王国を領する皇帝ロタール1世はその死の直前に自らの王国を3人の息子に分割して与えた。ブルグントの遺領は次男のロタール2世と末弟のプロヴァンス王シャルルに渡った。863年にシャルル、869年にロタール2世が継嗣なく死去すると、叔父である西フランクのシャルル禿頭王と東フランクのルートヴィヒドイツ人王が870年にメルセン条約を結んでロタール2世とシャルルの領土を分割した。ジュラ山脈北側のユーラブルグント（上ブルグント）はルートヴィヒドイツ人王が得て、残りはシャルル禿頭王のものとなった。875年までにロタール1世の息子たちは全て継嗣なく死に、残る下ブルグントもシャルル禿頭王が手に入れた。
シャルル禿頭王の子、ルイ吃音王が死んだあとの混乱の中、西フランク王国のプロヴァンス公ボソはアルルにキスユラブルグント王国（下ブルグント王国）を成立させた。キスユラブルグント王国は一時は消滅して、ルートヴィヒドイツ人王の息子である皇帝シャルル肥満王が全フランク王国を相続によって一時的に統一した。しかし、888年にカール3世が死ぬと、キスユラブルグント王国（下ブルグント）は復活した。同時にブルグント伯でもあったオセール伯ルドルフ1世が上ブルグント北西部のブルグント伯領内サン・モーリスにおいて、ユーラブルグント王国（上ブルグント）を設立した。
933年、キスユラブルグント（下ブルグント）を支配していたイタリア王ウーゴが、ユーラブルグント（上ブルグント）のルドルフ2世にキスユラブルグント（下ブルグント）を譲り渡した。ウーゴとルドルフはイタリア王位を巡って争っていたが、ルドルフはイタリアを諦める代わりにキスユラブルグント（下ブルグント）を得たのであった。ルドルフは上下ブルグント王国をまとめてアルル王国とした。937年、ルドルフの後を息子のコンラート平和王が継いだ。その際、ウーゴはブルグントを取り戻そうとしたが、ドイツ人の王（東フランク王）オットー1世の介入もあって却下された。962年にオットー1世は皇帝になったが、コンラート平和王の妹アーデルハイトはオットー1世の皇后である。コンラート平和王は56年の長きにわたってブルグントを治めたが993年に死去し、息子のルドルフ3世が継いだ。しかし、ルドルフ3世は体が丈夫でなく、嫡子誕生が見込めなかった。1006年、皇帝ハインリヒ2世が姉ギーゼラの息子であったため、ルドルフ3世はアルル王位（ブルグント王位）を皇帝に相続させるという条約の締結を強いられた。1016年、ルドルフはこの条約を撤回しようとしたが失敗した。

## 帝国アルル
1032年、ルドルフ3世は40年に及ぶ治世でついに継嗣を残せず死去した。アルル王国は1006年の条約通り、ハインリヒ2世の跡を継いでいたザーリアー朝の皇帝コンラート2世が継承した。歴代皇帝は「アルル王」の称号を維持したが、アルル大聖堂で戴冠式を挙げた皇帝はほとんどいなかった。例外はフリードリヒ1世バルバロッサであり、1178年にアルル大司教によりブルグント王として戴冠されている。
こうしてアルル王国は帝国の一部となったが、かなりの自治が認められた。名目上は皇帝によって統合されていたアルル王国であるが、11世紀から14世紀末の間にいくつかへの領域へと分裂して再構築された。すなわちプロヴァンス伯領、プロヴァンス辺境伯領、ヴネサン伯領（教皇領）、ヴィヴァレ司教領、リヨン大司教領、ドーフィネ（ヴィエンヌ伯領）、サヴォイア伯国、そしてブルゴーニュ伯領である。1127年、南ドイツのツェーリンゲン家がブルゴーニュ伯領東部を獲得し、皇帝ロタール3世からブルグント総監（皇帝代理職）に任命された。ブルゴーニュ伯は領土が半減した見返りに、帝国への臣従義務（皇帝代理であるツェーリンゲン家への臣従義務ともいえる）から解放されて自由伯（フランシュ＝コンテ）を名乗った。ブルゴーニュ伯は帝国領でありながら、独立した地位を得たのである。後にツェーリンゲン家は断絶し、姻戚関係からキーブルク家、次いでハプスブルク家が遺領を引き継いだ。そして1273年、ハプスブルク家のルドルフ1世がローマ王に選出された。ローマ王とは、神聖ローマ帝国の君主に選出されたが、皇帝としては戴冠していない者の称号である。ルドルフ1世は神聖ローマ皇帝への戴冠を望んだ。
1246年、プロヴァンス伯位はフランス王家支流のアンジュー家に渡っていた。1277年から1279年の間、教皇ニコラウス3世のもとでプロヴァンス伯領の所属、ルドルフの帝位請求権、そして長らく放置されていたアルル王権について議論された。参加者はローマ王ルドルフ1世、フランス王族でありシチリア王兼プロヴァンス伯のシャルル・ダンジュー、フランス王母のマルグリット・ド・プロヴァンスである。ルドルフは娘のクレメンツィアをシャルル・ダンジューの孫シャルル・マルテル・ダンジューと婚約させ、アルル王国全体をクレメンティアの持参領とすることに同意した。その見返りとして、シャルル・ダンジューは神聖ローマ皇帝位をハプスブルク家の世襲とする支援を約束した。教皇はローマ王がアルル王国を手放したという先例を作ることにより、将来、北イタリアが神聖ローマ帝国から切り離されること、そして教皇の実家であるオルシーニ家にイタリアが与えられることを期待した。1282年、シャルル・ダンジューはシャルル・マルテルとクレメンツィアの2人にアルル王位を請求させるべく送り出す準備を整えたものの、シチリアの晩祷事件によって計画は破綻した。神聖ローマ帝国の構成国家としてのアルル王国は存続し、ルドルフの皇帝戴冠は成らず、ハプスブルク家によるローマ王位世襲もこのときは失敗した。
しかし、アルル王国解体の流れは止まらなかった。下ブルグントのほとんどは徐々にフランス王国に組み込まれていった。プロヴァンス辺境伯位（プロヴァンス伯位とは別）は姻戚関係から、1062年時点でフランスのトゥールーズ伯家が得ていたが、そのトゥールーズ伯家最後の女伯ジャンヌ・ド・トゥールーズはフランス王ルイ8世の王子アルフォンス・ド・ポワティエと結婚した。これにより、1229年のモー条約（パリ条約）で、プロヴァンス辺境伯領とヴィヴァレを含むトゥールーズ伯家領はフランス王家のものとなった。14世紀初めにリヨンもフランスが併合した。1349年、ドーフィネの伯であったアンベール2世が、フランスのシャルル5世賢明王にドーフィネを売却した。ドーフィネの伯位はフランス王太子の称号とされた（ドーファン）。さらに上ブルグントでも、旧ブルグント総監領が13世紀末から14世紀にかけてスイス盟約者同盟に参加して、独立戦争を繰り広げていた。
1365年、ルクセンブルク朝の皇帝カール4世（アルル王シャルル4世）はアルルで戴冠された最後のアルル王（ブルグント王）となった。この時点で神聖ローマ帝国に残されていたアルル王国の領邦はサヴォイア伯国のみで、残りはフランスの影響下にあるか、半ば独立しているかであった。そこでカール4世はまずサヴォイア伯国をアルル王国から切り離した。そして1378年、カール4世はドーフィネの伯、すなわちフランス王太子（ドーファン。このときのドーファンは後のフランス王シャルル6世）へアルル王国を名目的に支配する帝国摂政（皇帝代理職）の位を永久的に与えた。神聖ローマ帝国からフランス王国へのアルル王国割譲を正式に認めたことを意味し、これをもってアルル王国は消滅した。

## 消滅後のアルル王国
1378年、神聖ローマ帝国の構成国家としてのアルル王国（ブルグント王国）は消滅した。しかし、神聖ローマ帝国がフランスに譲ったのは支配権のみで、王位までは譲らなかった。神聖ローマ皇帝（アルル王）の許可で、フランス王太子（ドーフィネ伯）がアルル王国領の支配を摂政として永久に任されているという建前であった。「アルル王」の称号は、神聖ローマ帝国が解体する1806年まで神聖ローマ皇帝が名乗り続けた。また、トリーア大司教も、1356年に金印勅書で得た選帝侯としての宮中官位である「ガリア＝ブルグント大書記官長」を名乗り続けた。ガリアとは古代ローマ帝国時代におけるフランスの呼称であり、帝国がフランスの一部を名目的にしろ支配しているということを主張する意味合いがあった。なお、アルル王国消滅時にフランス王領とならなかった領域も、最終的にはスイスを除いて全てフランス領となった。
1246年にアンジュー家のものとなっていたプロヴァンス伯位は1481年にルイ11世慎重王が相続した。ブルゴーニュ伯領は1678年に併合された。ヴネサン伯領（教皇領）はフランス革命の中で1791年に併合された。一方、サヴォイア伯国はイタリアへ進出してサヴォイア公国、サルデーニャ王国へと成長し、ついにはイタリア全土を統一してイタリア王国を成立させた。サルデーニャ王国はフランスにイタリア王国を承認させるため、王室ゆかりの地であるサヴォイア公国領を割譲した。フランス革命とナポレオンによってフランス王国も神聖ローマ帝国もとうに滅んだ1860年のことである。